# Höhensonne

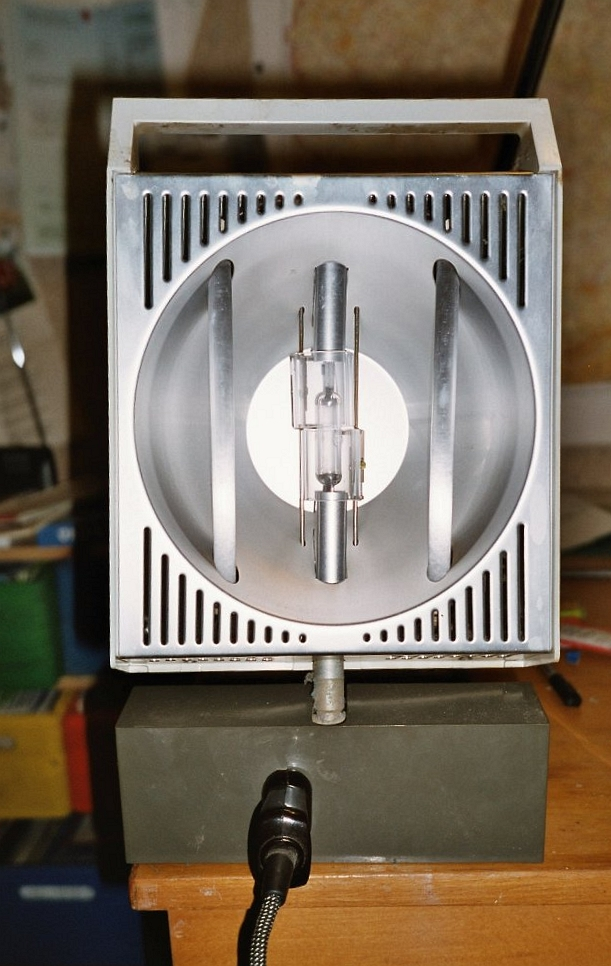
Eine Höhensonne. In der Mitte des Reflektors ist der Quarzglasbrenner (UV-Strahlung), links und rechts Heizstäbe (Infrarotstrahlung)

Eine Höhensonne ist ein Gerät zur Erzeugung von Ultraviolettstrahlung für Therapiezwecke, sowohl für den häuslichen Gebrauch als auch in Kliniken und Sanatorien. Inzwischen ist sie häufig durch andere Geräte ersetzt worden. Sie ist seit 1941 eine Marke des Unternehmens Heraeus Noblelight. Der Name „(künstliche) Höhensonne“ leitet sich vermutlich aus dem im Gebirge verstärkt wirksamen Ultraviolettanteil des Sonnenlichtes ab.

## Aufbau
Die Apparatur besteht im Wesentlichen aus einer Quarzlampe (Quecksilberdampflampe aus Quarz) ohne Schutzglas.
Aus technischen Gründen muss diese Quarzlampe mit einer Strombegrenzung betrieben werden. Das ist entweder eine Vorschaltdrossel oder ein preiswerterer und leichterer Widerstand. Für letztere Lösung gebräuchlich sind Heizwendeln, die zugleich Infrarotstrahlung abgeben. Zu diesem Zweck sind sie in einem Quarzglasrohr untergebracht und befinden sich, wie auch der Quarzglasbrenner, vor einem Reflektor. Durch die gleichzeitige Wärmeabgabe wird die Benutzung der Lampe wesentlich bequemer, da z. B. bei Anwendung mit freiem Oberkörper kein Kältegefühl auftritt.
Viele Modelle erlauben den Betrieb der Heizdrähte auch ohne die Quarzlampe; die dabei entstehende Infrarotstrahlung kann so auch alleine therapeutisch genutzt werden.
Zusätze im Quarzglas des Entladungsgefäßes verhindern weitgehend die Emission von UV-C (harter Strahlungsanteil), das weniger weit in die Haut eindringt, aber als besonders krebserzeugend gilt.

## Geschichte
Die Höhensonne geht auf ein Patent von 1904 zurück. Erfinder der Quecksilberdampflampe und somit Urvater der Höhensonne war der Wissenschaftler Richard Küch, der die künstliche Höhensonne 1905 konstruiert hatte, die 1911 von Hugo Bach und Gottlieb Breiger († 1920) in die allgemeine Therapie eingeführt wurde. Lange Zeit wurde sie zur künstlichen Hautbräunung und zur Behandlung von Akne – der Blau- und Ultraviolettanteil wirkt bakterizid und erzeugt in der Haut eine Vorstufe des Vitamin D – sowie von Rachitis (seit 1919 durch Kurt Huldschinsky) verwendet. In Schulen wurden in der Nachkriegszeit klassenweise Bestrahlungen durchgeführt.
Früher wiesen die Lampen signifikante Emissionen harter Ultraviolettstrahlung auf. Das äußerte sich auch durch den typischen Geruch von Ozon, das sich durch die Strahlung aus dem Luftsauerstoff bildete.

Bei heutigen Lampen werden im Quarzglas des Brenners Zusätze verwendet, die den Austritt harter UV-Strahlung weitgehend verhindern. Dennoch sind Höhensonnen aus der Mode gekommen, da sie weiterhin, wie auch die mit speziellen Leuchtstofflampen arbeitenden Solarien, im Verdacht stehen, Hautkrebs zu erzeugen.

## Sicherheit
Die Benutzung einer Höhensonne erfordert aufgrund der Ultraviolettstrahlung und der hohen Leuchtdichte auch im sichtbaren Bereich eine spezielle Schutzbrille, ansonsten können Blenderscheinungen oder auch eine Bindehautentzündung entstehen.
Die elektrische Leistung handelsüblicher Geräte beträgt etwa 250 bis 400 W.

## Bilder

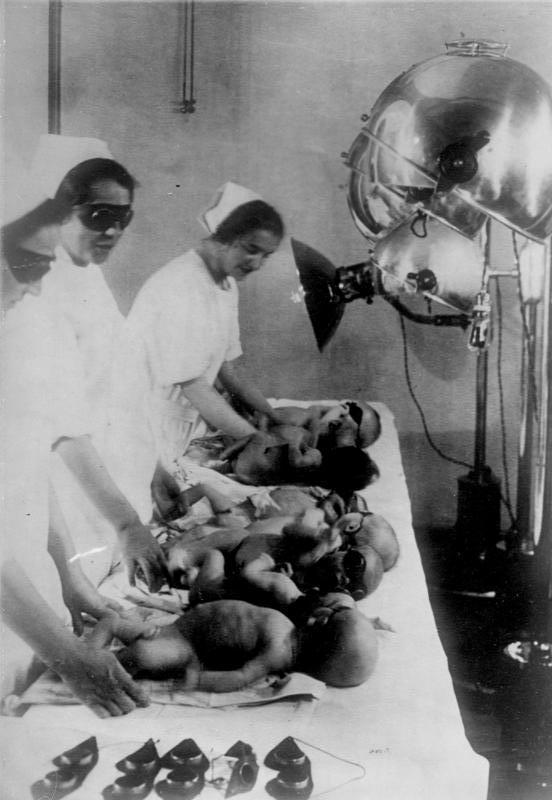
Rachitisbehandlung von Säuglingen
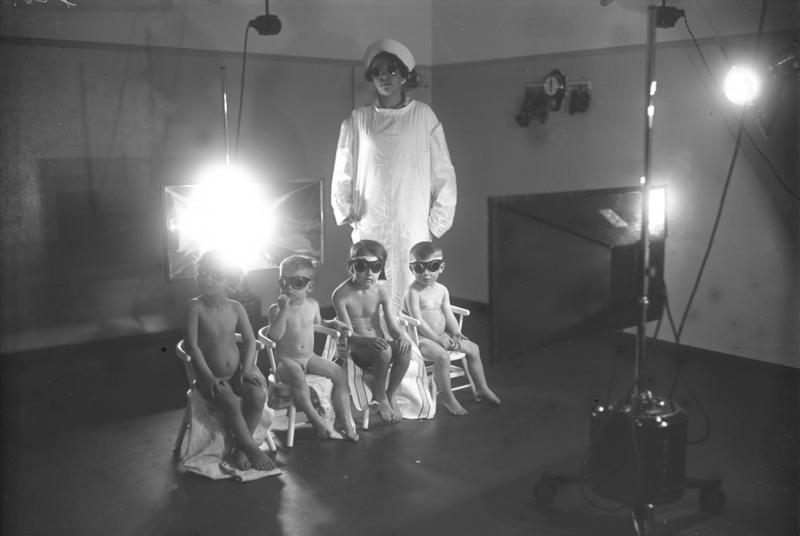
Gesundheitsvorsorge
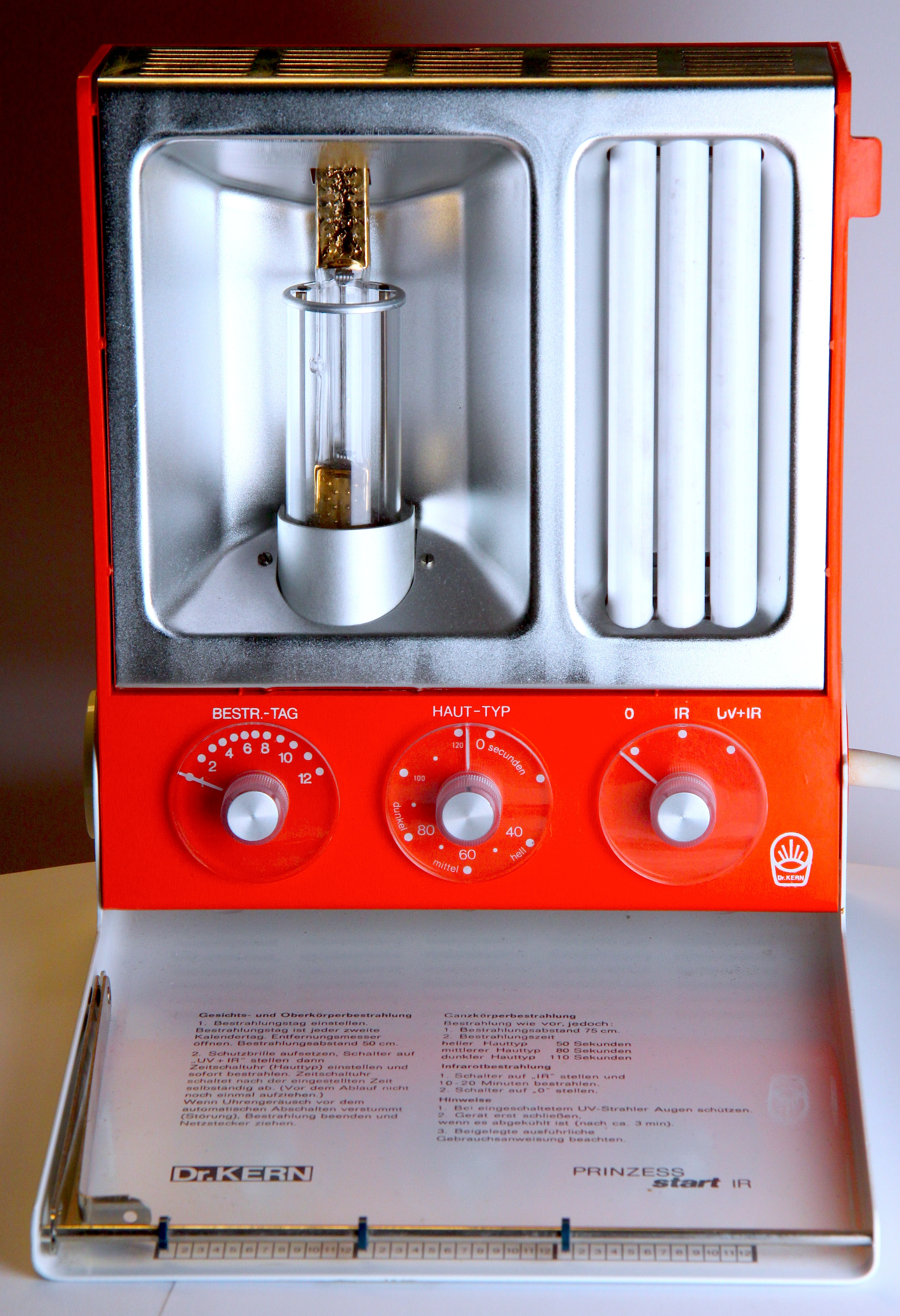
Wärmestrahler mit separat betreibbarer Höhensonne, 1970er Jahre
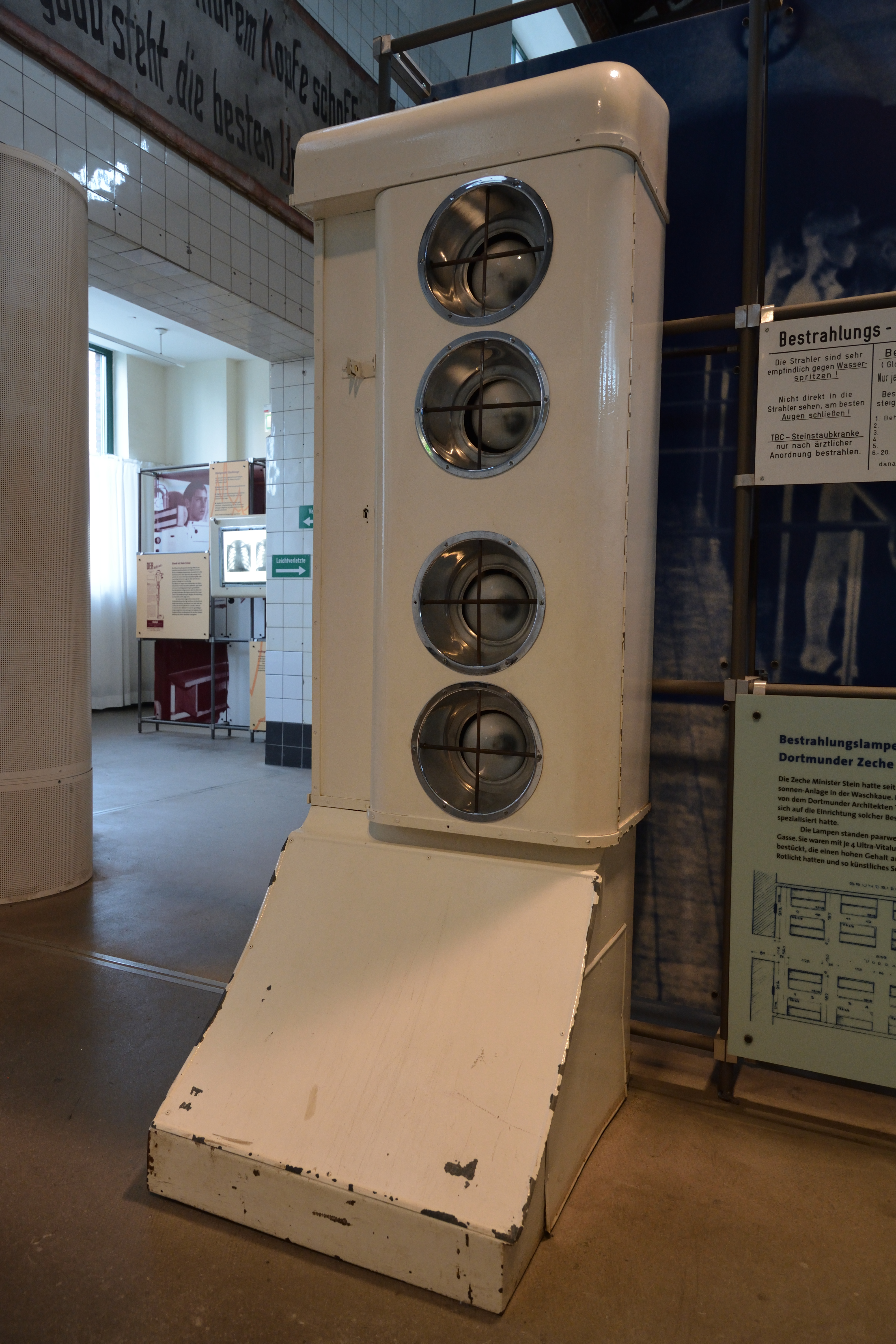
Höhensonne in einem Kohlebergwerk, 50er Jahre